# Halichoeres orientalis
Halichoeres orientalis Randall, 1999 è un pesce di acqua salata appartenente alla famiglia Labridae.

## Distribuzione e habitat
Proviene dalle barriere coralline del nord-est dell'oceano Pacifico, in particolare dalle coste del Giappone, della Corea e di Taiwan. Nuota fino a 30 m di profondità soprattutto in zone ricche di coralli, con fondali rocciosi.

## Descrizione
Presenta un corpo leggermente compresso ai lati, allungato e con la testa dal profilo appuntito. La lunghezza massima registrata per questa specie è di 7,6 cm. La colorazione dei maschi adulti, come in molte altre specie del genere Halichoeres, è composta soprattutto da striature arancioni o rosse irregolari e lo sfondo verde pallido. La pinna dorsale e la pinna anale sono basse e lunghe, dello stesso colore del corpo, mentre la pinna caudale ha il margine arrotondato.

## Biologia
La biologia di questa specie è sconosciuta ma probabilmente simile a quella delle altre specie del suo genere.

## Conservazione
Questa specie viene classificata come "a rischio minimo" (LC) dalla lista rossa IUCN perché nonostante sia molto poco conosciuta e non molto comune non sembra essere minacciata da particolari pericoli.